# Pleurobema hagleri
Pleurobema hagleri foi uma espécie de bivalve da família Unionidae. Foi endémica dos Estados Unidos da América.  O seu habitat natural foi rios.